# Alfonso Montemayor
Alfonso Montemayor (28 aprile 1922 – 22 novembre 2012) è stato un allenatore di calcio e calciatore messicano, di ruolo difensore.

## Carriera

### Nazionale
Con la Nazionale messicana ha preso parte ai Mondiali 1950.